# ピーター・ファレリー
ピーター・ジョン・ファレリー（Peter John Farrelly、1956年12月17日 - ）は、アメリカ合衆国の映画監督、脚本家、プロデューサー、小説家である。

## 人物
弟のボビーと共にファレリー兄弟として『ジム・キャリーはMr.ダマー』、『愛しのローズマリー』、『ふたりの男とひとりの女』、『メリーに首ったけ』、『ライラにお手あげ』といったコメディ映画を手がけたことで知られている。2018年にはピーターが単独で監督した『グリーンブック』がトロント国際映画祭で観客賞を獲得し、第91回アカデミー賞では作品賞の他に自身としても脚本賞を受賞した。

## 生い立ち
ペンシルベニア州フェニックスビルで看護師の母と医者の父のあいだに生まれる。ロードアイランド州カンバーランドで育ち、ケント・スクールとプロビデンス大学を卒業した。

## キャリア
マサチューセッツ大学アマースト校やコロンビア大学で脚本の勉強をした後、弟のボビーと共に『メリーに首ったけ』、『ジム・キャリーはMr.ダマー』、『キングピン/ストライクへの道』、『愛しのローズマリー』、『ふたりの男とひとりの女』、『ふたりにクギづけ』、『2番目のキス』などを監督・脚本・製作する。他にテレビシリーズ『となりのサインフェルド』の第4シーズン第10話「バージンはお好き?」の原案も手がけた。
2016年にボビー・モートと共に企画した30分のコメディ『ラウダーミルクの人生やり直し手伝います』のシリーズ化決定がオーディエンスより発表された。2018年には第2シーズンへの更新が発表された。
2018年に監督を務めた『グリーンブック』がトロント国際映画祭で観客賞を獲得する。
小説家としては『Outside Providence』と『The Comedy Writer』を手がけている。
ダイレクト・スポーツ・ネットワークの役員である。

## 受賞とノミネート
| 賞                               | 年   | 部門             | 作品           | 結果       |
| -------------------------------- | ---- | ---------------- | -------------- | ---------- |
| アカデミー賞                     | 2018 | 作品賞           | グリーンブック | 受賞       |
| アカデミー賞                     | 2018 | 脚本賞           | グリーンブック | 受賞       |
| ゴールデングローブ賞             | 2018 | 監督賞           | グリーンブック | ノミネート |
| ゴールデングローブ賞             | 2018 | 脚本賞           | グリーンブック | 受賞       |
| サテライト賞                     | 2018 | 監督賞           | グリーンブック | ノミネート |
| サテライト賞                     | 2018 | オリジナル脚本賞 | グリーンブック | ノミネート |
| クリティクス・チョイス・アワード | 2018 | 監督賞           | グリーンブック | ノミネート |
| クリティクス・チョイス・アワード | 2018 | オリジナル脚本賞 | グリーンブック | ノミネート |
| サンディエゴ映画批評家協会賞     | 2018 | 監督賞           | グリーンブック | ノミネート |
| サンディエゴ映画批評家協会賞     | 2018 | オリジナル脚本賞 | グリーンブック | ノミネート |
| デトロイト映画批評家協会賞       | 2018 | 脚本賞           | グリーンブック | 受賞       |
| ハリウッド映画賞                 | 2018 | 脚本賞           | グリーンブック | 受賞       |
| ワシントンD.C.映画批評家協会賞   | 2018 | オリジナル脚本賞 | グリーンブック | ノミネート |
| 全米製作者組合賞                 | 2018 | 劇場映画賞       | グリーンブック | 受賞       |
| トロント国際映画祭               | 2018 | 観客賞           | グリーンブック | 受賞       |